# Faster Than the Speed of Night
Faster Than the Speed of Night es el quinto álbum de estudio de la cantante galesa Bonnie Tyler, publicado el 8 de abril de 1983 por la compañía discográfica Columbia Records. Incluye el sencillo «Total Eclipse of the Heart», el cual fue número uno en Reino Unido y Estados Unidos.
El álbum entró en UK Album Charts en el número uno, una posición que se mantuvo por una semana. Llegó al número cuatro, en Estados Unidos.
Tyler obtuvo dos nominaciones al premio Grammy como Mejor interpretación vocal rock femenina por Faster Than the Speed of Night, y Mejor interpretación vocal pop femenina por «Total Eclipse of the Heart» en la 26° edición anual de los Premios Grammy, celebrada el 28 de febrero de 1984.

## Lista de canciones
| N.º | Título                           | Escritor(es)                               | Duración |  |
| 1.  | «Have You Ever Seen the Rain?»   | John Fogerty                               | 4:03     |  |
| 2.  | «Faster Than the Speed of Night» | Jim Steinman                               | 6:35     |  |
| 3.  | «Getting So Excited»             | Alan Gruner                                | 3:25     |  |
| 4.  | «Total Eclipse of the Heart»     | Steinman                                   | 6:59     |  |
| 5.  | «It's a Jungle Out There»        | Dennis Polen, Paul Pilger, William Moloney | 4:33     |  |
| 6.  | «Goin' Through the Motions»      | Ian Hunter, Eric Bloom                     | 4:05     |  |
| 7.  | «Tears» (con Frankie Miller)     | Frankie Miller                             | 3:47     |  |
| 8.  | «Take Me Back»                   | Billy Cross                                | 5:25     |  |
| 9.  | «Straight from the Heart»        | Bryan Adams, Eric Kagna                    | 3:38     |  |

## Posicionamiento en las listas

### Álbum
| País                              | Mejor posición |
| --------------------------------- | -------------- |
| Nueva Zelanda (Recorded Music NZ) | 1              |
| Noruega (VG-lista)                | 1              |
| Reino Unido (UK Albums Chart)     | 1              |
| Alemania (Offizielle Top 100)     | 20             |
| Suiza (Schweizer Hitparade)       | 19             |
| Estados Unidos (Billboard 200)    | 4              |
| Países Bajos (Album Top 100)      | 24             |
| Suecia (Sverigetopplistan)        | 3              |
| Francia (SNEP)                    | 12             |

### Sencillos
| Año  | Sencillo                         | Mejor posición | Mejor posición | Mejor posición | Mejor posición | Mejor posición | Mejor posición | Mejor posición | Mejor posición |
| Año  | Sencillo                         | US Hot 100     | UK             | FR             | GE             | AU             | SE             | CH             | NO             |
| 1983 | «Total Eclipse of the Heart»     | 1              | 1              | 1              | 16             | 1              | 3              | 3              | 1              |
| 1983 | «Faster than the Speed of Night» | —              | 43             | —              | —              | —              | —              | —              | 9              |
| 1983 | «Have You Ever Seen the Rain?»   | —              | 47             | 25             | 63             | —              | —              | —              | —              |
| 1983 | «Take Me Back»                   | 46             | —              | —              | —              | —              | —              | —              | —              |
| 1983 | «Getting So Excited»             | —              | 89             | —              | —              | —              | —              | —              | —              |

## Premios y nominaciones

### Premios Grammy
Los premios Grammy son entregados anualmente por la Academia Nacional de Artes y Ciencias de la Grabación (una asociación de estadounidenses profesionalmente relacionados con la industria de la música) para reconocer a los artistas más destacados en la industria de la grabación.
| Año  | Categoría                                | Trabajo nominado               | Resultado |
| ---- | ---------------------------------------- | ------------------------------ | --------- |
| 1984 | Mejor interpretación vocal pop femenina  | Total Eclipse of the Heart     | Nominada  |
| 1984 | Mejor interpretación vocal rock femenina | Faster Than the Speed of Night | Nominada  |

### Premios American Music
Los Premios American Music —a menudo llamados AMA— son premios entregados a lo mejor de la música, reconocen a los artistas más populares.
| Año  | Categoría                       | Trabajo nominado           | Resultado |
| ---- | ------------------------------- | -------------------------- | --------- |
| 1984 | Mejor Artista Pop/Rock Femenina | Ella misma                 | Nominada  |
| 1984 | Mejor Canción Pop/Rock          | Total Eclipse of the Heart | Nominada  |

### Goldene Europa
| Año  | Categoría       | Artista nominado | Resultado |
| ---- | --------------- | ---------------- | --------- |
| 1983 | Regreso del Año | Bonnie Tyler     | Ganador   |

### Premios Variety Club de Gran Bretaña
| Año  | Categoría     | Trabajo nominado           | Resultado |
| ---- | ------------- | -------------------------- | --------- |
| 1984 | Mejor canción | Total Eclipse of the Heart | Ganador   |

## Créditos y personal
- Bonnie Tyler - voz
- Martin Briley - guitarra eléctrica(canción 2)
- Hiram Bullock - guitarra (canción 5)
- Steve Buslowe - bajo
- Will Lee - bajo (canción 5)
- Roy Bittan - piano, órgano y sintetizadores
- Steven Margoshes - piano (canciones 2, 4)
- Dave LeBolt - sintentizadores (canción 1)
- Max Weinberg - batería
- Steve Jordan - batería (canción 5)
- Jimmy Maelen - castañuela
- Holly Sherwood - coros adicionales (canción 1)
- Stephanie Black, Erica Katz, Brian Pew, Edward Skylar, Tristine Skyar, David Varga - coro de niños (canción 6)

## Producción
- Dirigido y producido por Jim Steinman.
- Grabación e ingeniería por Neil Dorfsman y Rod Hui; grabación adicional e ingeniería por Fran Filipetti & Scott Litt.
- Mezclado por Jim Steinman, John Jansen, Neil Dorfsman, y Scott Litt.
- Masterizado por Greg Calbi.